# Předenopletací stroj
Předenopletací stroj (anglicky spin-knit machine, německy Spinnstrickmaschine) je okrouhlý jednolůžkový pletací stroj, na kterém se dá vyrábět pletenina z přástu od křídlového stroje.
Prototyp stroje byl představen na veřejnosti v roce 2011, jako začátek sériové výroby se udává rok 2018.

## Složení a funkce pletacího systému
Konstrukce stroje je jedinečná v tom, že umožňuje spojení technologie dopřádání (zpevňování stužky vláken stlačeným vzduchem) v nepřetržitém sledu s pletením (technikou relanit).
Ke každému pletacímu systému patří dopřádací jednotka sestávající z  průtahového ústrojí a ze spřádací komory se dvěma tryskami na stlačený vzduch. Přást, který se odvíjí z cívky zavěšené na rámu stroje, se zjemňuje v průtahovém ústrojí na požadovanou tloušťku příze, jednotlivá vlákna jsou vtahována proudem vzduchu přes otvory v napájecí trysce do 
spřádací trubice, kde vzniká „příze“ s  nepravým zákrutem tak, že se z vláken tvoří stužka ze vzájemně zaklíněných vláken. Přes svinovací trysku na konci spřádací trubice se vede příze do vodiče u pletací jehly. 
K tvorbě nepravého zákrutu ve spřádací trubici se používá tlak vzduchu 4 bar, rychlost „spřádání“ může dosáhnout až 200 m/min. Součástí spřádací jednotky je senzor pro kontrolu čistoty vlákenného materiálu (jako kompenzace konvenčního čištění příze při soukání).

## Zpracovávaný materiál
Obsah nopků, tlustých míst a jiných znečištění vlákenného materiálu má podstatný vliv na ekonomiku výroby na předenopletacím stroji. Podle dosavadních (veřejně známých) zkušeností se jako surovina osvědčila např. česaná bavlna. Údaje o vlastnostech vyráběné „příze“ nebyly dosud publikovány, výsledná pletenina je v porovnání s konvenčními výrobky mnohem měkčí, méně hustá, prodyšnější a snadněji se protrhává.

## Výkon stroje
Okrouhlý pletací stroj s průměrem jehelního lůžka 76 cm dosahuje s maximálně 90 systémy až 30 obrátek za minutu.